# Schmalblütige Traubenhyazinthe
Die Schmalblütige Traubenhyazinthe (Muscari tenuiflorum, Syn.: Leopoldia tenuiflora (Tausch) Heldr.) ist eine Pflanzenart aus der Gattung der Traubenhyazinthen (Muscari) aus der Familie der Spargelgewächse (Asparagaceae).

## Merkmale
Die Schmalblütige Traubenhyazinthe wächst als ausdauernde krautige Pflanze und erreicht Wuchshöhen von 20 bis 50 cm. Dieser Geophyt bildet Zwiebel als Überdauerungsorgane; sie ist immer weiß. Die grundständigen, linealen und glattrandigen Laubblätter sind etwa 2 bis 12 mm breit. 
Der lockere, endständige, traubige Blütenstand ist 10 bis 25 mm lang. Ihr aufrecht stehender Schopf besteht aus violetten, unfruchtbaren, wenig länger gestielten Blüten, während die unteren, fertilen Blüten grünlich-weiß gefärbt sind. Die zwittrigen, dreizähligen Blüten besitzen eine enge Öffnung. Die Perigonzipfel sind schwarz. 
Dieser vorsommergrüne Geophyt beginnt im Frühsommer zu blühen und wird von Insekten bestäubt. Die Samen werden durch Selbst-, Verdauungs- und Windausbreitung verbreitet. 
Die Chromosomenzahl beträgt 2n = 18.

## Verbreitung und Standort
Muscari tenuiflorum ist von Europa über Westasien bis in den Kaukasus verbreitet.
Sie besiedelt mäßig trockene mehr oder weniger nährstoff- und basenreiche Standorte auf Löss-Lehm und Sandböden mit einem Schwerpunkt in Kalkmagerrasen. Pflanzensoziologisch liegt ihr Schwerpunkt in den Pflanzengesellschaften Trocken- und Halbtrockenrasen (Festuco-Brometea) sowie der xerophilen Blutstorchschnabel-Saumgesellschaften (Geranion sanguinei).

## Gefährdung
Diese Art gilt in Mitteleuropa als gefährdet. In Deutschland ist der Bestand der Schmalblütigen Traubenhyazinthe im Rückgang begriffen, sie wird in der Roten Liste Deutschlands als gefährdet eingestuft. Die Art ist nach der Bundesartenschutzverordnung (BArtSchV) besonders geschützt.

### Einzelquellen
1. ↑  Germplasm Resources Information Network (GRIN)
2. ↑  Erich Oberdorfer: Pflanzensoziologische Exkursionsflora. Ulmer, Stuttgart 1994. Seite 135. ISBN 3-8252-1828-7.